# غرفة واحدة (أنمي)
غرفة واحدة هو مسلسل أنمي ياباني تلفزيوني، من إنتاج استوديو تايفون غرافيكس. المقصود بالغرفة الواحدة، هو أنه «أول شخص السرد»، أي الجمهور هو ذكر الرواية. أنمي يتكون من 3 قصص مختلفة/طرق، مع كل فتاة مختلفة، في غرفة واحدة. الأنيمي بث يوم 11 يناير 2017 إلى 29 مارس 2017.

## الشخصيات

### غرفة واحدة
ذكر الرواية
الرجل الذي انتقل إلى طوكيو من أجل وظيفته وانتقل إلى الشقة المجاورة ليوي.
.
Yui Hanasaka (花坂 結衣, Hanasaka يوي)
التي أعربت عنها: M·A·O
فتاة من هوكايدو، تدرس في السنة الثالثة من الثانوية. تذهب إلى طوكيو، من أجل أن تأخذ لها مدخل الكلية الإمتحانات مؤقتا. تعيش مع شقيقتها الأكبر سنا.
ناتسوكي Momohara (桃原 奈月, Momohara ناتسوكي)
التي أعربت عنها: ري موراكاوا
ناتسوكي، عمره 14 عاما. طالب في المدرسة المتوسطة، وبطل الرواية، يوي هي شقيقته الصغرى التي جاءت إلى طوكيو لقضاء عطلة الصيف، وتبقى في شقته.
موكا Aoshima (青島 萌香, Aoshima موكا)
التي أعربت عنها: Suzuko Mimori
مغنية وكاتبة الاغاني. عمره 21 عاما. وقالت أنها تقدمت لأول مرة كمغنية، مرة واحدة. ولكن بما أنها غير قادرة على المتابعة، وقالت أنها تنتهي العمل، كجزء موقت في طوكيو أثناء مطاردة حلمها. هي والراوية أصدقاء الطفولة ن وأنه تم لم شملها عن طريق الصدفة في طوكيو.

## الإنتقاد
في العام الحالي، يتعرض هذا المسلسل للإنتقاد في موقع يوتيوب ويظنون إنه سيء للغاية، ليس هذا فقط، بل إن أنمي رفيق الغرفة المشابه لهذا الأنمي يتعرض هو أيضاً للإنتقاد في نفس الموقع ويصف يوتيوبرز الأوتاكو بإن المسلسلين يخرفنون الناس.

## وسائل الإعلام

### الأنمي
غرفة واحدة و غرفة زميله (مبدئيا بعنوان غرفة واحدة: الجانب م) كان أول من أعلن من قبل التسمية الترفيه SMIRAL الذي بدأ موقع على شبكة الإنترنت يوم الجمعة أن تعلن أنها تنتج الأصلي أنيمي سلسلة من الأفلام القصيرة التي سيتم العرض الأول في اليابان في كانون الثاني / يناير. وهو يتكون من 12 حلقة، كل 5 إلى 6 دقائق طويلة. إيجي مانو كتب القصة الأصلية و Aose Shimoi كتب ومخطوطات. جين جينان استوديو إنتاج الأصوات في حين F. M. F إنتاج الموسيقى مع التركيب من خلال Yamazo. كلا من غرفة واحدة و غرفة زميله لأول مرة في طوكيو MX مع بث على التلفزيون الشمس على الإنترنت عبر Niconico و AbemaTV.
غرفة واحدة، تم التصميم الأصلي من قبل Kantoku ، في حين ياسوهيرو أوكودا هو من عدل التصميم في الأنمي. تم بثه لأول مرة في 11 يناير 2017 في طوكيو MX والتلفزيون الشمس، جنبا إلى جنب مع الإنترنت.  حيث نشر Niconico. ثم تنتهي في 29 مارس عام 2017. ماو سونغ فتح موضوع الحلقة 1-4 بعنوان «Harumachi البرسيم» (春待ちクローバー)
،ري موراكاوا على الحلقة 6-8 بعنوان «Natsuzora يصيح» (夏空エール)
و Suzuko Mimori آخر أربع حلقات بعنوان «Kibō الامتناع» (希望リフレイン)
. على بلو راي دي في دي التي تحتوي على تجميع كل الحلقات 12 و3. الحلقات ستصدر في 26 مايو عام 2017.
الموسم الثاني من الأنمي تم الإعلان عنه 2018.
«الجانب M» نسخة بعنوان روم مات، الميزات Hidari، الأصلي مصمم الطابع، تشيساتو ناكاتا تكييف Hidari الفن في الرسوم المتحركة. بثت في 12 أبريل عام 2017 وانتهت في 28 يونيو عام 2017. أغنية الأنمي بعنوان «كيمي Iro ابتسامة» (君色スマイル)
، يؤديها كوسوكي Toriumi وTomoaki Maeno (الحلقة 5)، ناتسوكي هاناي (الحلقة 9)، على بلو راي دي في دي التي تحتوي على تجميع كل الحلقات، سيصدر في 25 أغسطس عام 2017.

## وصلات خارجية
- Official websiteالموقع الرسمي
 (in Japanese)(باليابانية)
- غرفة واحدة (أنمي) على موقع ANN anime (الإنجليزية)